# Dictyocladium monilifer
Dictyocladium monilifer is een hydroïdpoliep uit de familie Sertulariidae. De poliep komt uit het geslacht Dictyocladium. Dictyocladium monilifer werd in 1873 voor het eerst wetenschappelijk beschreven door Hutton.